# Kinjite
Kinjite (禁じ手 o 禁手 (en japonès) lit. mà prohibida) és una tècnica/moviment prohibit al sumo i que pot suposar la desqualificació immediata del combat del rikishi que ho realitza. Són kinjite les següents accions:
- Colpejar a l'oponent amb el puny tancat.
- Tirar del pèl de l'oponent.
- Punxar amb els dits els ulls o el plexe solar de l'oponent.
- Copejar simultàniament amb els dos palmells de la mà les orelles de l'oponent.
- Agafar, empènyer o colpejar l'engonal de l'oponent .
- Agarrar a l'oponent per la gola.
- Donar una puntada per sobre del genoll.
- Torçar els dits a l'oponent.

Qualsevol de les accions citades anteriorment suposa la desqualificació immediata, encara que no són vistes amb freqüència, sobretot en competicions d'alt nivell, especialment entre els sekitori. Potser la més comuna és tirar del pèl en realitzar un chonmage. L'any 1980 Keisuke Itai va realitzar aquesta acció en dos dies consecutius quan lluitava a la categoria dejūryō.
Mentre agafar a l'oponent per la gola no està permès, l'empènyer-li amb el palmell de la mà a l'alçada de la mateixa sí que ho està.
Hi ha alguns moviments que estan permesos als rikishi però prohibits per a la majoria dels lluitadors junior (a nivell escolar), com per exemple el harite, colpejar la cara del contrincant amb la mà oberta.
Aquest terme també s'utilitza per referir-se a un moviment il·legal al joc de taula Shōgi.